# Leiria
Leiria er en by i det vestlige Portugal med et indbyggertal på 126.897 (2011). Byen ligger landets Centralregion, tæt ved kysten til Atlanterhavet, og 135 kilometer nord for landets hovedstad Lissabon.